# Abbaye de Shrewsbury
L'abbaye de Saint-Pierre et Saint-Paul, communément connue comme l'abbaye de Shrewsbury, est un ancien monastère bénédictin et actuelle église anglicane situé à Shrewsbury, le chef-lieu du Shropshire, en Angleterre.

## Histoire
L'abbaye est fondée en 1083 par le comte de Shrewsbury, Roger II de Montgommery.

## Situation
L'abbaye est située à l'est du centre ville, près du pont anglais. Une grande partie du monastère a été détruite durant la dissolution des monastères, mais certains bâtiments, dont l'église, sont restés intacts. Aujourd'hui, elle fonctionne comme une église paroissiale de l'Église d'Angleterre.
Thomas Telford a construit la route A5 à travers les ruines de l'abbaye et une très petite partie de l'abbaye d'origine existe encore.

### Les abbés
1. Fulchred, c. 1087-x 1119
2. Godfrey, x 1121-1128
3. Heribert, 1128-1138
4. Radulfus, x 1138-1147 x
5. Robert (en), occurs 1150 × 1159-1168
6. Adam, 1168 × 1173-1175
7. Ralph, elected 1175-1186 × 1190
8. Hugh de Lacy, fl. 1190 x 1220
9. Walter, 1221-1223
10. Henry, 1223-1244
11. Adam, 1244-1250
12. William, 1250-1251
13. Henry, 1251-1258
14. Thomas, 1259-1266
15. William of Upton, 1266-1271
16. Luke of Wenlock, 1272-1279
17. John of Drayton, 1279-1292
18. William of Muckley, 1292-1333
19. Adam of Cleobury, 1333-1355
20. Henry de Alston, 1355-1361
21. Nicholas Stevens, 1361-1399
22. Thomas Prestbury, 1399-1426
23. John Hampton, 1426-1433
24. Thomas Ludlow, 1433-1459
25. Thomas Mynde, 1460-1498
26. Richard Lye, 1498-1512
27. Richard Baker, 1512-1528
28. Thomas Butler, 1529-1540

## Littérature
C'est dans l'abbaye de Shrewsbury que vit le héros de la littérature policière Frère Cadfael, dans une série de 20 romans écrits par Ellis Peters. Il y est herboriste et enquête pendant la période troublée de la guerre civile anglaise.

## Galerie

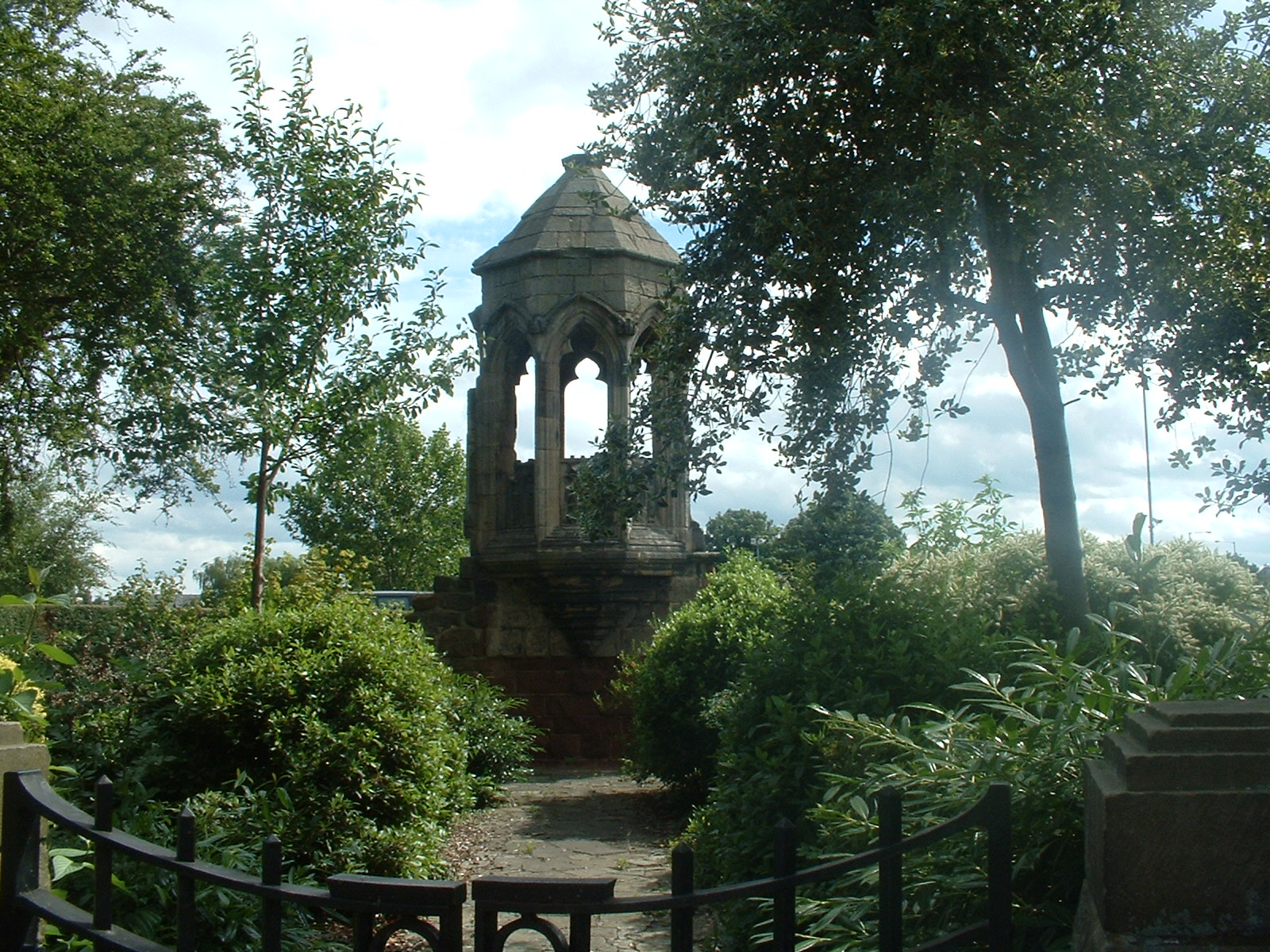
L'ancienne tribune du réfectoire.
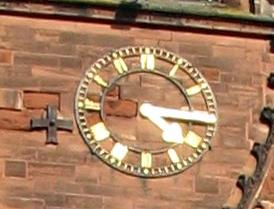
L'horloge de l'église.
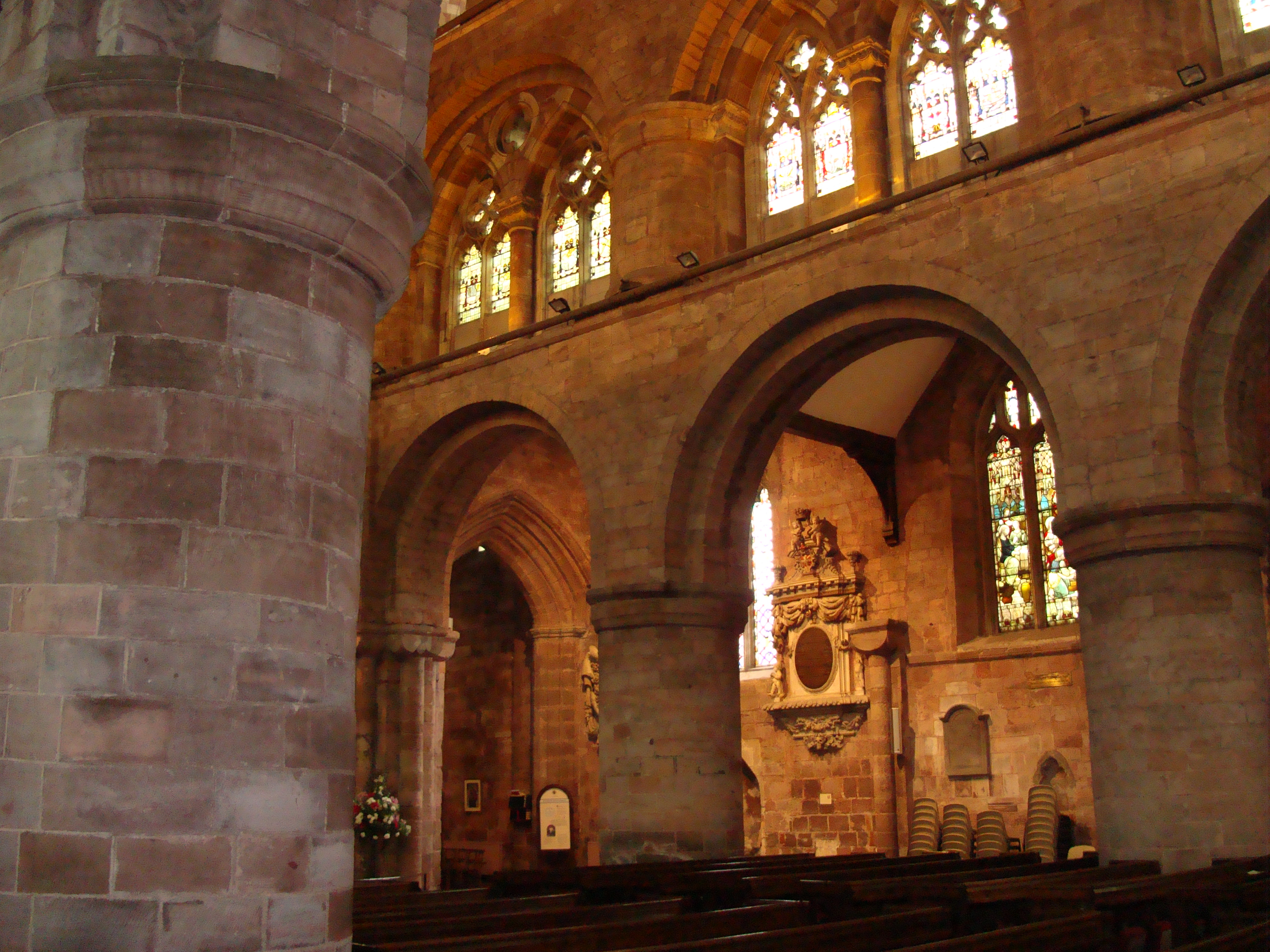
L'intérieur de l'église.